# Si tu voyais son cœur
Pour plus de détails, voir Fiche technique et Distribution.
Si tu voyais son cœur est un thriller dramatique français réalisé par Joan Chemla et sorti en 2017.

## Synopsis
À la suite du décès accidentel de son ami, Daniel, un gitan exilé à Marseille, quitte sa communauté. Il échoue à l'hôtel Métropole, un refuge pour les exclus ou bien les écorchés de la vie. Se sentant coupable de la mort de son ami, Daniel s'auto-détruit jusqu'à sa rencontre avec Francine qui va bouleverser sa vie. 

## Fiche technique
- Titre : Si tu voyais son cœur
- Réalisation : Joan Chemla
- Scénario : Joan Chemla et Santiago Amigorena, d'après l'œuvre de Guillermo Rosales
- Photographie : André Chémétoff
- Montage : Béatrice Herminie
- Costumes : Elfie Carlier
- Décors : Alain Frentzel
- Musique : Gabriel Yared
- Producteur : Pierre Guyard
  - Producteur associé : Philip Boëffard et Christophe Rossignon
- Production : Nord-Ouest Films
  - En association avec les SOFICA A+ Images 7 et Cinéventure 2
- Distribution : Diaphana Distribution
- Pays d’origine :  France
- Genre : thriller dramatique
- Durée : 86 minutes
- Dates de sortie :
  -  Canada : 10 septembre 2017 (Toronto)
  -  France : 10 janvier 2018

## Distribution
- Gael García Bernal : Daniel
- Marine Vacth : Francine
- Nahuel Pérez Biscayart : Costel
- Karim Leklou : Michel
- Mariano Santiago : Lucho
- Manuel Munoz : Pepe
- Antonia Malinova : Sylvie
- Patrick de Valette : Franck
- Abbes Zahmani : Ali
- Wojciech Pszoniak : le Polonais
- Théophile Sowié : Louis
- Jean Fernandez : le père de Maria

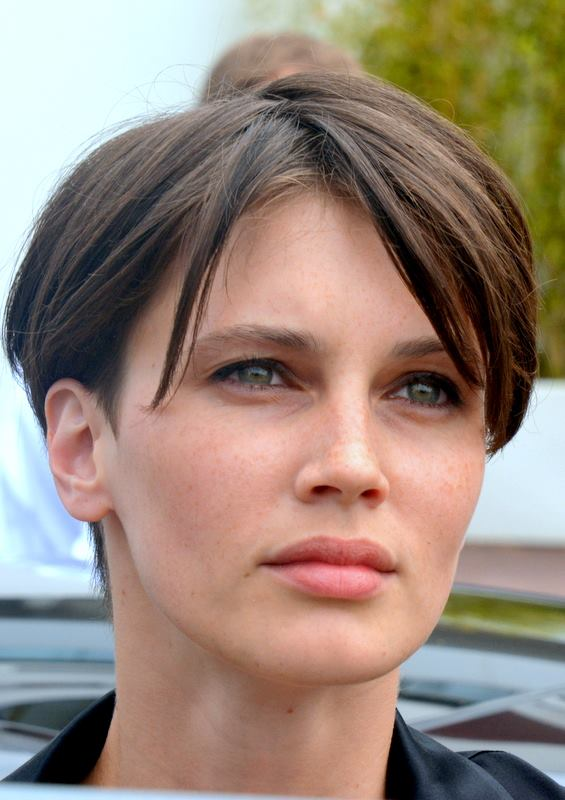
L'actrice principale Marine Vacth, l'année de sortie du film.

- Grégoire Colin : le type en caleçon
- Dominique Collignon-Maurin : Filet Mignon
- Jean-Pol Dubois : le vieil homme du pavillon
- Luc Palun : Martinez